# Bolero (2024)
Bolero ist eine französisch-belgische Filmbiografie von Anne Fontaine aus dem Jahr 2024. Sie hat den Komponisten Maurice Ravel und die Entstehung seines berühmtesten Werkes Boléro zum Thema.

## Handlung
Zu Beginn des Films führt der Komponist Maurice Ravel die Tänzerin Ida Rubinstein in eine Fabrik und versucht, ihr zu vermitteln, dass der stetige Fortlauf der Maschinengeräusche für ihn Musik ist. Die Szene spielt vor der Uraufführung des bekannten Musikstücks Bolero.
Im Jahr 1903 scheitert Ravel zum fünften Mal bei der Bewerbung um ein Stipendium. Als er von draußen eine orientalische Melodie hört, stürzt er aus dem Fenster und verletzt sich dabei.
Im Jahr 1927 lernt Ravel auf einem Empfang die Tänzerin Ida Rubinstein kennen, die ihm ankündigt, dass er demnächst eine sinnliche, erotische Ballettmusik für sie schreiben soll. Während des Kompositionsprozesses teilt er die Gesellschaft von Frauen wie der Klavierpädagogin und Pianistin Marguerite Long und der Künstlermuse Misia Sert, in die er früher verliebt war und die inzwischen unglücklich verheiratet ist.
Vor einer Amerika-Tournee schlägt er Ida Rubinstein vor, den Tanzzyklus Iberia von Isaac Albéniz zu orchestrieren. In Amerika lernt er den Jazz kennen und zeigt sich interessiert an dieser Musikrichtung. Bei einem Interview während der Tournee schildert Ravel, dass eine Idee bis zu mehreren Jahren in ihm reifen kann, bevor sie beim eigentlichen Kompositionsprozess aus ihm herauskommt.
Nach seiner Rückkehr von der Amerika-Tournee bedrängt Ida Rubinstein Ravel immer wieder, die Ballettmusik zu schreiben, doch leidet er an einer Schreibblockade. Er nimmt sogar als Ratsuchender die Dienste einer Prostituierten in Anspruch. In der Hoffnung, die Blockade lösen zu können, zieht er sich ans Meer zurück und verbringt seine Zeit mit Misia. Da erfährt Ravel, dass er Iberia nicht orchestrieren darf, da die Urheberrechte beim Dirigenten Arbós liegen, und reist nach Paris zurück. Dort macht ihn Ida Rubinstein mit der Wahrsagerin Mme Volvodekaya bekannt, die dem Ballett eine düstere Zukunft vorhersagt. Ravel erwidert, dass er nicht an die Astrologie glaubt, sondern an den Menschen und seine Ideen, die dieser lediglich hervorholen müsse. Ida Rubinstein kündigt das Kommen von Igor Strawinsky an, der möglicherweise im Stande wäre, das Ballett rechtzeitig zu komponieren. Sie einigen sich auf eine Länge des Balletts von 17 Minuten.
Während der Kompositionsarbeit erinnert sich Ravel an den Sanitätsdienst, den er während des Ersten Weltkriegs beim Militär verrichtet hat. Schließlich fällt Ravel das richtige Thema für die neue Ballettmusik, den Boléro, ein; er beschließt, das eine Minute lange Thema im Werk 17 Mal zu wiederholen, bis es auseinanderbricht. Er verbrennt jedoch die Notenblätter, als ein Musikkritiker ihm zwar bescheinigt, ein guter Techniker zu sein, ihm gleichzeitig aber vorwirft, im Gegensatz zu Claude Debussy keine Emotionen erzeugen zu können. Misia ermutigt ihn, weiter am Boléro festzuhalten.
Schließlich überreicht Ravel Ida Rubinstein den Boléro in der Fabrik, weil er ihn als „Ode an die Moderne“ und „Metapher für die moderne Welt“ versteht. Ida Rubinstein zeigt sich von der Idee begeistert, den Boléro in der Kulisse einer Fabrik aufzuführen. In den Proben spielt sie Ravels Fabrik-Idee jedoch herunter und würzt ihre tänzerische Darbietung des Boléro stattdessen mit Erotik.
Ravel erinnert sich, wie er zur Zeit seines Sanitätsdienstes Urlaub genommen, seine Mutter besucht und von ihrer Krankheit erfahren hat, an der sie gestorben ist. Daraufhin wendet er sich in seiner Vorstellung einer Szene mit seiner Mutter aus seiner Kindheit zu. Auch erinnert er sich an seine fünf Niederlagen beim Prix de Rome.
Bei seiner Premiere wird der Boléro ein großer Erfolg. Sogar der Musikkritiker, der ihn kurz zuvor kritisiert hatte, ringt sich einige wohlwollende Worte ab. Gegenüber Ida Rubinstein gibt Ravel zu, dass der Boléro vielleicht doch etwas Erotisches an sich hat, was er selber bis dahin noch nicht bemerkt hat.
Der Pianist Paul Wittgenstein, der durch eine Kriegsverletzung seinen rechten Arm verloren hat, bestellt bei Ravel das Klavierkonzert für die linke Hand. Gleichzeitig arbeitet Ravel an seinem Klavierkonzert G-Dur. Zu dieser Zeit machen sich beim Komponieren erste Konzentrationsstörungen bemerkbar. Bei einer Probe bricht Ravel zusammen. Wie Ravel seinem Freund Cipa erzählt, hat sein Neurologe gesagt, dass er die Musik in seinem Kopf nicht aufschreiben kann; Ravel sträubt sich gegen eine Gehirnoperation. Als Marguerite eine Platteneinspielung des Boléro auflegt, erkennt Ravel seine eigene Komposition nicht wieder.
Marguerite bringt Ravel ins Krankenhaus. In einer Traumerscheinung hört Ravel den Boléro.

## Synchronisation
Die deutschsprachige Fassung des Films hat folgende Synchronsprecher:
| Rolle         | Darsteller        | Synchronsprecher |
| ------------- | ----------------- | ---------------- |
| Maurice Ravel | Raphaël Personnaz | Johannes Raspe   |
| Cipa          | Vincent Perez     | Axel Malzacher   |

## Kritiken
„Der auditiv exquisite Film interessiert sich mehr für die Befindlichkeiten und das innere Erleben des Künstlers, stellt ihm aber drei Frauen als engste Vertraute an die Seite. Eine höchst informative, sensationell präzise Annäherung, die in der Schilderung von Ravels Beziehungen aber seltsam statisch bleibt.“